# 김지훈 (권투 선수)
김지훈(1987년 1월 17일 ~ )은 대한민국의 프로복싱 선수이다. 전 국제복싱기구(IBO) 주니어라이트급 챔피언. 2013년 7월 20일 기준으로 통산 전적은 33전 25승(19KO) 9패이다. 현재 부천대학 생활스포츠과 2학년이며, 오른손잡이이고 평소 체중 67kg이다.

## 경력

### 복싱입문
경기도 고양에서 태어났으며, 일산초등학교와 일산중학교를 졸업하였다. 신일정보산업고등학교 2학년이던 2003년 여름 일산주엽체육관에서 김형열 관장을 만나 아마추어 복싱을 거치지 않고 곧바로 프로복싱에 입문하였다. 2004년 데뷔 후, 5경기에서 3패를 할 정도로 프로 입문 초기 전적은 좋지 않았으나 이후 두각을 나타내어 2007년 11월 미국 배너 프로모션과 계약을 맺고 미국 진출 1호 복서가 되었다.

### 세계챔피언 획득
2009년 9월 13일 남아프리카공화국 요하네스버그의 엠퍼러스 팰리스호텔에서 열린 국제복싱기구(IBO) 주니어라이트급(슈퍼페더급 - 58.97kg 이하) 원정 타이틀매치에서 챔피언 졸라니 마랄리(남아공)를 9라운드 TKO로 꺾고 챔피언 벨트를 차지하면서 한국 남자 프로복싱 역사에서 44번째 세계 챔피언이 되었다. 이로써 그는 지인진이 2007년 7월 이종 격투기로 전향하면서 챔피언 벨트를 자진 반납한 이후 2년 2개월 만에 탄생한 한국 프로 복싱의 유일한 세계챔피언이 되었다. 한국 복싱 선수가 남아프리카공화국에서 타이틀을 따낸 것은 1974년 홍수환이 당시 세계 챔피언 아널드 테일러를 물리치고 세계복싱협회(WBA) 밴텀급 타이틀을 차지한 이후 35년 만이며 김지훈에게 타이틀을 내준 졸라니 마랄리는 1차 방어전에 실패하며 통산 전적 20승(13KO)3패가 되었다. 2010년 2월 13일 미국의 타이론 해리스에게 통쾌한 5R TKO승을 거두었다.
2010년 5월 22일에는 미국 텍사스에서 벌어진 IBF 라이트급 챔피언 도전자 결정전에서 파나마의 프로복서 아메스 디아즈를 단 1R만에 KO로 눕혔다. 이후 IBF 챔피언 결정전에서 미겔 바스케스에게 패하며 주춤했다. 이후 승패를 거듭하다가 2013년 7월 20일 예산에서 열린 WBO 아시아태평양 챔피언 결정전에서 이겼다.

### 경기 전적
| IBO 슈퍼페더급 세계 챔피온 타이틀 |

| 코리안 콘텐더 라이트급 준결승 |

| 코리안 콘텐더 라이트급 8강 |

| 코리안 콘텐더 라이트급 16강 |

| PABA 페더급 타이틀 |

| PABA 페더급 잠정 타이틀 |

| PABA 페더급 잠정 타이틀 |

| 한국 페더급 타이틀 2차 방어 |

| 한국 페더급 타이틀 1차 방어 |

| 한국 페더급 타이틀 |